# Логишинский район
Логи́шинский район (бел. Лагішынскі раён) — административно-территориальная единица в Белорусской ССР в 1940—1962 годах, входившая в Пинскую, затем — в Брестскую область.

## История
Логишинский район с центром в деревне Логишин был образован в Пинской области 15 января 1940 года, в октябре установлено деление на 10 сельсоветов. 8 января 1954 года в связи с ликвидацией Пинской области район передан в состав Брестской области. 14 октября 1957 года к Логишинскому району передан Масевичский сельсовет упразднённого Жабчицкого района, 8 августа 1959 года — Выгонощевский, Гортольский, Колонский, Речковский сельсоветы и г. п. Телеханы упразднённого Телеханского района.
22 декабря 1959 года Логишин преобразован в городской посёлок.
25 декабря 1962 года район упразднён, его территория присоединена к Пинскому району. Деревня Богдановка Загородского сельского Совета передана в состав Лунинецкого района.
По данным переписи населения 1959 года, в районе проживало 49 687 человек.

## Сельсоветы
- Бобриковский (1940—1962);
- Богдановский (1940—1954);
- Выгонощевский (1959—1962);
- Гортольский (1959—1962);
- Доброславский (1940—1954);
- Дубровский (1940—1954);
- Заборовецкий (1940—1954);
- Загородский (1940—1962);
- Колонский (1959—1962);
- Логишинский (1940—1959);
- Лыщевский (1954—1962);
- Масевичский (1957—1962);
- Новодворский (1960—1962);
- Поречский (1940—1962);
- Речковский (1959—1962);
- Хворосновский (1940—1959);
- Чемеринский (1940—1954);
- Чуховский (1940—1960).